# Zelotes messinai
Zelotes messinai este o specie de păianjeni din genul Zelotes, familia Gnaphosidae, descrisă de Di Franco, 1995.
Este endemică în Italia. Conform Catalogue of Life specia Zelotes messinai nu are subspecii cunoscute.